# Lolo jezici
Lolo jezici,  skupina od (57) lolo-burmanskih jezika, po najnovijim podacima (19), koji se govore na području Kine (sjeverni) i Kini, Tajlandu, Burmi, Laosu i Vijetnamu (južni). Obuhvaća i neklasificirane jezike laopang, lopi, nusu i zaozou, kao i neke yi jezike.
Prema novijoj klasifikaciji obuhvaća (19) loloskih (loloish; 6 sjevernih, 10 južnih, 2 neklasificirana, laopang [lbg] i lopi [lov]; i jezik ache [yif]
A Sjeverni (6) 
Lisu (1): Lisu [lis] (China)
Yi (5) 
Centralni Yi (1): Lolopo, Južni [ysp] (Kina)
Istočni Yi (2): Naluo [ylo] (Kina), Nasu [ywq] (Kina)
Laghuu [lgh] (Vijetnam)
Mantsi [nty] (Vijetnam)
B Južni (10) 
Akha (5) 
Hani (3) 
Bi-Ka (1): Enu [enu] (Kina)
Sansu [sca] (Burma); u očekivanju da se povuće iz upotrebe; identičan s hlersu [hle]
Sila [slt] (Laos)
Mahei [mja] (Kina); povučen.
Phana’ [phq] (Laos)
Phunoi (4): Côông [cnc] (Vijetnam), Mpi [mpz] (Tajland), Phunoi [pho] (Laos), Pyen [pyy] (Burma)
Ugong [ugo] (Tajland)
Neklasificirani (2): Laopang [lbg] (Burma), Lopi [lov] (Burma)
Ache [yif] (Kina)
Prema Starijoj klasifikaciji predstavnici su bili:
a) sjeverni (27) Kina, Vijetnam: 
a1. lisu (2): lisu, lipo;
a2. yi (24): laghuu, mantsi, yi (22 jezika: centralni yi, dayao yi, miqie yi, južni lolopho yi, naluo yi, wumeng yi, wuding-luquan yi, wusa yi, sichuan yi, južni yi, awu yi, axi yi, azhe yi, sani yi, eshan-xinping yi, yuanjiang-mojiang yi, xishan lalu yi, istočni lalu yi, zapadni lalu yi, zapadni yi, guizhou yi, jugoistočni lolo yi;
a3. Samei: samei.
b) južni (19) Kina, Laos, Burma, Vijetnam, Tajland: 
b1. akha (11): akha, biyo, hani, honi, kaduo, lahu, lahu shi, mahei, phana', sansu, sila;
b2. phunoi (5): bisu, côông, mpi, phunoi, pyen;
Buyuan Jinuo [jiy],
Youle Jinuo [jiu],
Ugong [ugo].
c) neklasificirani (4) Burma, Kina: laopang, lopi, nusu, zaozou.
d) ache yi [yif],
e) poluo yi [yip].
f) limi yi [ylm],
g) mili yi [ymh],
h) muji yi [ymj],
i) pula yi [ypl],
j) puwa yi [ypw].

## Vanjske poveznice
- Ethnologue (14th)